# Bernardino da Ucria
Bernardino da Ucria, né le 9 avril 1739 à Ucria et mort le 29 janvier 1796 à Palerme, est un botaniste italien.

## Biographie
Bernardino da Ucria naquit en 1739, dans le val Demone en Sicile, de parents si pauvres qu’ils ne purent lui donner aucune éducation. Cependant avec l’âge s’éveillait en lui le besoin d’acquérir des connaissances. À quinze ans il s’échappa furtivement de la maison paternelle et prit la route de Palerme. Admis dans l’atelier d’un peintre pour y broyer des couleurs, il finit par gagner affection de son maître, qui, lui trouvant des dispositions, l’initia dans les secrets de son art. Mais la rapidité des progrès de Bernardino excita la jalousie des autres élèves, au point qu’ils lui auraient fait un mauvais parti s’il n’eût pris la fuite. Dans cette triste situation, il alla demander un asile au couvent des frères mineurs ou cordeliers et il y prit l’habit en 1766, à l’âge de vingt-trois ans. Ce fut alors que se développa le goût, ou plutôt la passion du P. Bernardino pour la botanique ; et, bien qu’il n’eût d’autres ressources pour l’étudier que quelques volumes qu’il avait trouvés dans la bibliothèque du couvent, il se rendit bientôt si habile dans la connaissance des plantes, que sa réputation franchit l’enceinte de son cloître. Ayant, avec la permission de ses supérieurs, ouvert un cours de botanique qui fut très-fréquenté, il fut enfin nommé conservateur et démonstrateur au jardin royal de Palerme. Le P. Bernardino fit quatre fois le tour de la Sicile et la parcourut dans tous les sens pour en recueillir les plantes. Il enrichit beaucoup le jardin confié à ses soins, et mourut à Palerme, le 29 janvier 1796, âgé de 67 ans, laissant à cette ville un magnifique herbier.

## Œuvres
Il a publié sous le titre d’Hortus Panormitanus, Palerme, 1789, in-4°, le catalogue et la description des plantes du jardin public de Palerme. Elles y sont classées d’après le système de Linné.

## Sources
- « Bernardino da Ucria », dans Louis-Gabriel Michaud, Biographie universelle ancienne et moderne : histoire par ordre alphabétique de la vie publique et privée de tous les hommes avec la collaboration de plus de 300 savants et littérateurs français ou étrangers, 2e édition, 1843-1865 [détail de l’édition]